# Вісник Національної академії керівних кадрів культури і мистецтв
«Вісник Національної академії керівних кадрів культури і мистецтв» — українське фахове видання з культурології та мистецтвознавства Національної академії керівних кадрів культури і мистецтв.
Виходить у Києві 4 рази на рік, починаючи з 1999 року. Попередня назва — Вісник Державної академії керівних кадрів культури і мистецтв.
Тематика журналу присвячена показу ролі культури як важливого чинника розбудови повноцінного демократичного суспільства, основи для формування цілісної культурно-національної ідентичності, а також висвітленню процесів реформування системи організації культурно-мистецького життя в Україні.
Ініціатор створення віснику та перший головний редактор — тодішній проректор академії Валерій Бітаєв. Головний редактор — доктор культурології, професор Жанна Денисюк.
Журнал індексується у Web of Science (Emerging Sources Citation Index)